# Vårtsjötjärnarna
Vårtsjötjärnarna är varandra näraliggande sjöar i Örnsköldsviks kommun i Ångermanland som ingår i Moälvens huvudavrinningsområde.
- Vårtsjötjärnarna (Anundsjö socken, Ångermanland, 705532-159079), sjö i Örnsköldsviks kommun, 63°35′40″N 17°38′03″Ö / 63.5945°N 17.6342°Ö
- Vårtsjötjärnarna (Anundsjö socken, Ångermanland, 705544-159068), sjö i Örnsköldsviks kommun, 63°35′44″N 17°37′55″Ö / 63.5956°N 17.632°Ö